# I Feel You
〈I Feel You〉는 대한민국의 걸 그룹 원더걸스의 세 번째 정규 음반인 REBOOT의 타이틀 곡이다. 이 노래는 박진영이 작곡과 작사를 하였다.